# Óscar Rafael Blanco Viel
Óscar Blanco Viel (16 de enero de 1896 - 1964) fue un diplomático chileno.

## Biografía
Hijo de Leona Elisa Viel Cavero y León Rafael Blanco Viel, en 1922 fue nombrado Cónsul en Kōbe. y en 1925 fue Encargado de negocios en Japón.
En junio de 1926 fue secretario de primera clase en Berlín, presentando la solicitud del Gobierno de Chile, en una inmigración alemán al Ministerio de Relaciones Exteriores.
De 1930 a 1931 fue Encargado de negocios en Washington D. C..
En 1933  fue Encargado de negocios en París
De 1937 a 1938 fue Encargado de negocios en Viena con accredición en Budapest y Praga.
El Gobierno de Alfredo Duhalde designó a Oscar Blanco Viel como su primer embajador en China. Embajador Viel llegó a Nankín para presentar sus credentiales el 18 de marzo de 1947 a Chiang Kai-shek. En febrero de 1949, Oscar Blanco Viel, fue trasladado a Egipto, como Ministro plenipotenciario, llegó a El Cairo antes de 31 de marzo de 1949, donde quedó hasta la caída de Faruq de Egipto.